# Streptococcus mutans
Streptococcus mutans is een  gram-positieve, facultatief anaerobe bacterie. De bacterie is acidogeen, waardoor de bacterie in de tandplak een van de voornaamste veroorzakers van cariës is.